# Orgrimmar
Orgrimmar er en fiktiv by fra Warcraft-universet. Byen er hovedstad for orkerne og troldene fra Darkspear-stammen. Byen er grundlagt af den orkiske Warchief Thrall i den nordlige udkant af Durotar.

## Historie
Thrall, ledte orkerne til kontinentet Kalimdor (en del af Azeroth) fra Draenor, nu kaldet Hellfire Peninsula. Her fandt de et nyt land som mindede på mange måder om Draenor og gjordte krav på det. Dette land kaldte de for Durotar, opkaldt efter Thralls far, som blev myrdet, og orkerne begyndte at opbygge deres engang storslåede samfund. Ved hjælp fra deres nye allierede, de kæmpe minotaur-lignende væsener kaldet Tauren og troldene fra Darkspear-stammen, så Thrall og hans folk frem til en ny æra af fred i deres nye land.
Derfra begyndte konstruktionen af den mægtige kriger by Orgrimmar. Navngivet efter den tidligere Warchief, Orgrim Doomhammer, den nye by var bygget inden for kort tid, da de havde hjælp fra både gobliner, Tauren, troldene og Rexxar; en figur, der er en blanding af ogre og ork) fra Mok'Nathal-klanen.
De havde dog nogle problemer med Centaur, harpies, thunder lizards, kobolds, onde orkiske warlock og uheldigvis, Alliancen. På trods af alt dette blev Orgrimmar dog bygget, og er uden tvivl en af de største kriger byer i World of Warcraft.
Orgrimmar ligger ved foden af et bjerg som skiller Durotar og Azshara. Selvom Orgrimmar er hovedstaden for Orkerne og troldene, er det også hjem for utallige af Tauren, udøde og en stigende mængde blodelvere, som for nylig var blevet accepteret ind i Horden.